# Lembosina gontardii
Lembosina gontardii är en svampart som beskrevs av E. Müll. 1963. Lembosina gontardii ingår i släktet Lembosina och familjen Asterinaceae.  Arten är reproducerande i Sverige. Inga underarter finns listade i Catalogue of Life.